# Middle Park
Middle Park är en del av Melbourne i Australien. Den ligger i kommunen Port Phillip och delstaten Victoria, nära delstatshuvudstaden Melbourne. Antalet invånare är 4 058. Den ligger vid sjön Albert Park Lake.
Runt Middle Park är det mycket tätbefolkat, med 2 103 invånare per kvadratkilometer.. Närmaste större samhälle är Melbourne, nära Middle Park. 
Runt Middle Park är det i huvudsak tätbebyggt. Genomsnittlig årsnederbörd är 1 244 millimeter. Den regnigaste månaden är juli, med i genomsnitt 140 mm nederbörd, och den torraste är januari, med 49 mm nederbörd.